# Arthur Magugu
Arthur Magugu (1934 - Nairobi, Kenia, 15 de septiembre de 2012) fue un político keniano que ejerció el cargo de ministro de Finanzas entre 1982 y 1988.
Perteneciente al partido Unión Nacional Africana de Kenia representó al distrito electoral de 1969 a 1988, y de 2002 a 2007.